# Chaetodipus fallax
Chaetodipus fallax е вид бозайник от семейство Торбести скокливци (Heteromyidae).

## Разпространение
Видът е разпространен в Мексико (Долна Калифорния) и САЩ (Калифорния).